# 서운관
서운관(書雲觀)은 고려시대부터 존재하였던 기구로, 천문학, 지리학(地理學)·역수(曆數 : 책력)·측후(測候)·각루(刻漏) 등의 업무를 맡아보던 관청이다. 조선시대에도 고려의 제도를 계승하여 1392년(조선 태조 1) 다시 설치한 것으로 천문·재상(災祥)·역일(曆日)·추택(推擇)의 일을 맡았다.
고려시대에는 천문(天文)·역수(曆數)·측후(測候)·각루(刻漏)의 일을 맡아보았다. 국초에는 업무가 태복감(太卜監)과 태사국(太史局)으로 분리되어 태복감을 1023년(고려 현종 14) 사천대(司天臺), 1116년(고려 예종 11) 사천감(司天監), 1275년(고려 충렬왕 1) 관후서(觀候署)로 개칭하였다가 다시 사천감이라 하였는데, 1308년(고려 충렬왕 34) 태사국을 병합하여 서운관(書雲觀)이라 하였다.
1356년(고려 공민왕 5) 다시 사천감과 태사국으로 분리, 이후 병합·분리를 거듭하다 1372년(고려 공민왕 21) 다시 병합하여 조선시대로 이어졌다.

## 전해지는 이야기
고려(高麗)의 서운관비기(書雲觀秘記)에 "이왕도한양(李王都漢陽)"이란 설(說)이 있는 고로 고려 충숙왕이 크게 걱정하였다는 기록이 나온다. 또한 서운관비기에서 《구변진단도(九變震檀圖)》가 발견되었는데 주변국에서 조선(朝鮮)을 곧 진단(震檀)으로 지칭하였다는 기록과 함께 ≪구변지국≫에 대한 얘기가 전해 오고 있다는 내용이다.

## 변천
1466년(세조 12년) 서운관(書雲觀)을 관상감(觀象監)으로 이름을 바꾸었다. 연산군 12년(1506) 시력서(司曆署)로 낮추었다가 중종 즉위 후 복구하였다. 1894년(고종 31년) 갑오개혁 때 관상소(觀象所)로 개칭하였다.

## 관원
고려시대에 처음 설치할 때의 관원으로는 제점(提點:정3품 겸관)·영(令:정3품)·정(正:종3품)·부정(副正:종4품)·승(丞:종5품) 각 1명, 주부(注簿:종6품) 2명, 장루(掌漏:종7품) 2명, 시일(視日:정8품) 3명, 사력(司曆:종8품) 3명, 감후(監候:정9품) 3명, 사신(司辰:종9품) 2명을 두었다.
조선시대 초기에는 고려의 제도가 그대로 계승되어 이어오다가 1392년(조선 태조 1)에 다시 설치한 것으로 천문·재상(災祥)·역일(曆日)·추택(推擇)의 일을 주로 맡았다. 관원으로는 판관(判官:정3품)을 비롯하여 정(正)·부정(副正)·승(丞)·겸승(兼丞)·주부·겸주부(兼注簿)·장루·시일·사력·감후·사신 등을 두었다. 조선 국초의 서운관은 한양(漢陽)으로의 천도(遷都) 작업에 큰 몫을 하였는데 관직은 《경국대전》에 따른 것으로, 시대에 따라 관직명과 규모에 변동이 있었다.
- 영사(領事) : 정 1품으로 동일 품계자가 겸임하고, 제조(提調) 2인을 두었다.
- 정(正) : 정 3품
- 부정(副正) : 종 3품
- 첨정(僉正) : 종 4품
- 판관(判官) : 종 5품
- 주부(主簿) : 종 6품
- 천문학교수(天文學敎授) : 종 6품
- 지리학교수(地理學敎授) : 종 6품
- 명과학교수(命課學敎授) : 종 6품
- 직장(直長) : 종 7품
- 봉사(奉事) : 종 8품
- 부봉사(副奉事) : 정 9품
- 천문학·지리학 훈도
- 명과학(命課學) 훈도
- 산원(散員)

## 일영대
《서운관(書雲觀)》에서 비밀리에 전해졌다는 기록을 《서운관비기(書雲觀秘記)》라고 하였는데 공식적인 기록으로는 《서운관지(書雲觀誌)》가 있다. 또한 1434년(조선 세종 16)에 경복궁 서운관에 설치된 해시계로 일영대(日影臺)가 있다. 높이 3.46m, 넓이 2.4×2.5m이며 현재 서울시 종로구 원서동(계동) 현대빌딩 앞마당에 있다.

## 같이 보기
- 관상감 관천대
- 대한민국 기상청